# Guerinia
Guerinia is een vliegengeslacht uit de familie van de sluipvliegen (Tachinidae).

## Soorten
- G. dydas (Walker, 1849)
- G. rufostomata (Bigot, 1888)
- G. trudis Reinhard, 1951